# Flore synanthrope
Pour un article plus général, voir Anthropophilie.
Cet article présente la liste de la flore synanthrope. Pour plus d’explications, voir l'article Anthropophilie.

## Plantes
- Absinthe[1]
- Ambroisie à feuilles d'armoise
- Armoise citronnelle[1]
- Barbarée commune[1]
- Capselle bourse à pasteur[1]
- Canne de Provence
- Carotte sauvage
- Chardon crépu[1]
- Cymbalaire des murs
- Euphorbe âcre[1]
- Galéopside intermédiaire[1]
- Géranium Herbe à Robert
- Grand plantain
- Inule visqueuse
- Laiteron maraîcher
- Lampsane commune
- Lierre grimpant
- Linaire commune[1]
- Liseron des champs
- Morelle noire
- Mélilot blanc
- Orties
- Pâquerette
- Pariétaire officinale
- Renouée des oiseaux
- Renouée persicaire
- Séneçon commun
- Tanaisie commune[1]
- Taraxacum (pissenlits)
- Trèfle blanc
- Trèfle de montagne[1]
- Trèfle des prés
- Vergerette du Canada
- Verveine officinale

## Mycètes
- Acremonium
- Alternaria
- Aspergillus
- Cladosporium
- Epidermophyton (Epidermophyton floccosum)
- Fusarium
- Mucor
- Microsporum (Microsporum audouinii, Microsporum canis)
- Penicillium
- Rhizopus
- Stachybotrys
- Trichoderma
- Trichophyton (Trichophyton rubrum, Trichophyton interdigitale, Trichophyton violaceum, Trichophyton schoenleini, Trichophyton mentagrophytes, Tichophyton ochraceum,     Trichophyton verrucosum, Trichophyton tonsurans, Microsporum gypseum)